# Liste der denkmalgeschützten Objekte in Potzneusiedl
Die Liste der denkmalgeschützten Objekte in Potzneusiedl enthält die 7 denkmalgeschützten, unbeweglichen Objekte der burgenländischen Gemeinde Potzneusiedl.

## Denkmäler
| Foto |                 | Denkmal                                                               | Standort                                            | Beschreibung | Metadaten |
| ---- | --------------- | --------------------------------------------------------------------- | --------------------------------------------------- | --- | --- |
| ja   | Datei hochladen | Granarium HERIS-ID: 10148 Objekt-ID: 6201seit 2013                    | Feldgasse 1 Standort KG: Potzneusiedl               | Das Granarium ist ein langgestreckter viergeschoßiger Bau mit einem Satteldach und Faltziegeldeckung. | BDA-Hist.: Q38059075 Status: Bescheid Stand der BDA-Liste: 2025-06-30 Name: Granarium GstNr.: 310                                                      |
| ja   | Datei hochladen | Kath. Pfarrkirche hl. Markus HERIS-ID: 10146 Objekt-ID: 6199          | bei Kirchenplatz 2 Standort KG: Potzneusiedl        | Die im Kern mittelalterliche ehemalige Wehrkirche steht am Westende des Ortes erhöht auf einer Kuppe. An das gedrungene rechteckige Schiff schließt ein eingezogener langer Chor an. Der quadratische Westturm weist einen Steinpyramidenhelm mit Eckpyramiden auf. Von der Innenausstattung sind vor allem die spätbarocken Seitenaltäre aus der Zeit um 1770/80 bemerkenswert. | BDA-Hist.: Q25937292 Status: § 2a Stand der BDA-Liste: 2025-06-30 Name: Kath. Pfarrkirche hl. Markus GstNr.: 249 Pfarrkirche St. Markus (Potzneusiedl) |
| ja   | Datei hochladen | Dreifaltigkeitssäule HERIS-ID: 10153 Objekt-ID: 6206                  | vor Obere Hauptstraße 17 Standort KG: Potzneusiedl  | Die Säule trägt die Inschrift HAD MACHEN LASEN PETER STEINMEZ DERZEIT RICHTER VRSCHALA SEINE EHWIRTIN 1729. | BDA-Hist.: Q38059220 Status: § 2a Stand der BDA-Liste: 2025-06-30 Name: Dreifaltigkeitssäule GstNr.: 313/4 Dreifaltigkeitssäule Potzneusiedl           |
| ja   | Datei hochladen | Lichtsäule HERIS-ID: 10150 Objekt-ID: 6203                            | vor Untere Hauptstraße 49 Standort KG: Potzneusiedl | Der Tabernakelpfeilerbildstock ist ein gedrungener gemauerter Pfeiler aus dem 19. Jahrhundert. Er wird durch graue Rieselputzfelder und weiße, geglättete Faschen gegliedert. Der Aufsatz wird durch seitliche Kaffgesimse akzentuiert. An der Vorder- und Rückseite sind eisenvergitterte Flachbogennischen, darin sind polychromierte Figuren aus Holz. Sie stellen den heiligen Florian und den heiligen Leonhard dar. Über der schmalen Deckplatte ist eine geschwungene pyramidenstumpfförmige Verdachung. Darüber ist ein sekundär verwendetes Steinkreuz. Der Bildstock wurde 1649 erbaut und 1999 restauriert. | BDA-Hist.: Q38059131 Status: § 2a Stand der BDA-Liste: 2025-06-30 Name: Lichtsäule GstNr.: 313/2                                                       |
| ja   | Datei hochladen | Schloss Potzneusiedl HERIS-ID: 10147 Objekt-ID: 6200                  | Untere Hauptstraße 1 Standort KG: Potzneusiedl      | Das Schloss an der Hauptstraße wurde nach 1808 erbaut und ab 1970 restauriert. Der klassizistische Dreiflügelbau in Hufeisenform besteht aus einer dreigeschoßigen Mittelfront zwischen zweigeschoßigen neunachsigen Seitentrakten. | BDA-Hist.: Q38059021 Status: Bescheid Stand der BDA-Liste: 2025-06-30 Name: Schloss Potzneusiedl GstNr.: 15 Castle Potzneusiedl                        |
| ja   | Datei hochladen | Figurenbildstock hl. Johannes Nepomuk HERIS-ID: 10152 Objekt-ID: 6205 | bei Untere Hauptstraße 1 Standort KG: Potzneusiedl  | | BDA-Hist.: Q38059193 Status: § 2a Stand der BDA-Liste: 2025-06-30 Name: Figurenbildstock hl. Johannes Nepomuk GstNr.: 210                              |
| ja   | Datei hochladen | Pranger HERIS-ID: 10151 Objekt-ID: 6204                               | bei Untere Hauptstraße 13 Standort KG: Potzneusiedl | Der Pranger wurde im 18. Jahrhundert errichtet und 1972 ins Ortszentrum versetzt. Er besteht aus einem zweistufigen, quadratischen Postament. Auf einem niedrigen Sockel steht ein quadratischer Pfeiler mit abgefasten Kanten. Der Aufsatz ist geschweift und pyramidenstumpfförmig. Er ist durch zwei gekehlt vorkragende Gesimse horizontal gegliedert. Der Pranger wird durch eine Kugel mit leicht geschwungenem Metallfähnchen bekrönt. An zwei Seiten des Schaftes sind Ketten aus elliptisch geformten Gliedern mit Handfesseln bzw. dem Bagstein, den der Täter als Buße um den Hals tragen musste.           | BDA-Hist.: Q38059140 Status: Bescheid Stand der BDA-Liste: 2025-06-30 Name: Pranger GstNr.: 313/2                                                      |

## Ehemalige Denkmäler
| Foto |                 | Denkmal                                                     | Standort                            | Beschreibung | Metadaten |
| ---- | --------------- | ----------------------------------------------------------- | ----------------------------------- | ------------ | --- |
| ja   | Datei hochladen | Fundzone Waldäcker HERIS-ID: 66852 Objekt-ID: 79763bis 2020 | Waldäcker Standort KG: Potzneusiedl |              | BDA-Hist.: Q35858485 Status: Bescheid Stand der BDA-Liste: 2020-02-29 Name: Fundzone Waldäcker GstNr.: 589, 591 |